# Station Ottestad
Station Ottestad is een station in Ottestad in de gemeente Stange in fylke Innlandet in Noorwegen. Het stationsgebouw dateert uit 1894 en is een ontwerp van Peter Andreas Blix. Het station is sinds 1983 gesloten. 